# Barbu de Malabar
Psilopogon malabaricus
Espèce
Synonymes
- Bucco malabaricus Blyth, 1847
(protonyme)
- Megalaima malabarica

Statut de conservation UICN

 LC  : Préoccupation mineure
Le Barbu de Malabar (Psilopogon malabaricus, anciennement Megalaima malabarica) est une espèce d'oiseaux de la famille des Megalaimidae.

## Répartition
Cet oiseau vit dans les Ghats occidentaux.